# Леонида Малатеста
Леонида Малатеста (на италиански: Leonida Malatesta; * 1500, † 7 ноември 1557, замък на Монтекодруцо) е италиански кондотиер.

## Произход
Син на Малатеста VI Малатеста.

## Биография
Той следва баща си от малък във войната в Ломбардия на служба на Венецианската република, за да върне Джовани Мария дела Ровере на трона.
Връщайки се в Романя, през 1536 г. участва в бунтовете в Чезена, за да съживи фракцията на гвелфите там. Той предизвиква Джован Франческо ди Баньо на дуел, но той не приема предизвикателството.
През 1544 г. е затворен в крепостта на Форли, откъдето успява да избяга, за да се върне на служба при Козимо I де Медичи във войната срещу Сиена, превземайки форта Понте в Камолия, той се бие с врага в продължение на шест месеца. Той оставя своя отпечатък в битката при Марчано, където Пиеро Строци, който идва на помощ на Сиена, е победен.
Той държи провинция Вал ди Киана под своя опека и често слиза оттам, за да се бие и да граби.
След като побеждава Адриано Бальони, той стига до Радикофани, побеждавайки френските милиции.
Той заменя Киапино Вители в Пиомбино и след това постъпва на служба при папа Павел IV, биейки се срещу Джанфранческо Гуиди.
Назначен за полковник от пехотата, той е изпратен да се бие с испанците под заповедта на Пиеро Строци и Херцога на Гиз.
През 1557 г. участва в разграбването на Кампли, превземането на Терамо, безполезното завладяване на Чивитела. След това се оттегля в района на Асколано и на територията на Мачерата.